# Agallia manauara
Agallia manauara är en insektsart som beskrevs av Luci B. N. Coelho och Dutra 1992. Agallia manauara ingår i släktet Agallia och familjen dvärgstritar. Inga underarter finns listade i Catalogue of Life.